# Koki Saito
Koki Saito (斉藤 光毅, Saito Koki, Tokio, 10 augustus 2001) is een Japans voetballer die als aanvaller speelt bij Sparta Rotterdam.

## Clubcarrière
Saito begon zijn voetballoopbaan in 2018 bij Yokohama FC. In januari 2021 vertrok hij naar de Belgische voetbalclub SK Lommel, voor 2.2 miljoen euro. In de zomer van 2022 werd hij verhuurd aan Sparta Rotterdam. De termijn voor de huur eindigde op 30 juni 2023, maar werd verlengd tot juni 2024.

## Interlandcarrière
Saito speelde met het nationale elftal van Japan voor spelers <20 jaar op het WK –20 van 2019 in Polen.